# Trojany (Kralovice)
Trojany (původně Trojerovice) jsou vesnice, část města Kralovice v severní části okresu Plzeň-sever v Plzeňském kraji. Leží pět kilometrů západně od Kralovic. Katastrální území Trojany u Mladotic zaujímá rozlohu 863,83 ha.

## Historie
Ves založil v roce 1696 plaský opat Ondřej Trojer na zpustlých pozemcích vesnic Doubravice, Šebíkov a částečně i Újezdu, podle zakladatele byla nazvána Trojerovicemi, později dnešními Trojany. Ves získala i některé z pozemků zaniklé vsi Újezd. Opat nechal vystavět 6 statků (přidělené byly Pavlu Urbanovi, Matěji Benešovi, Janu Kováři, Janu Fránovi, Janu Sebránkovi a Adamu Melicharovi), každý ze sedláků musel 3 dny týdně robotovat s potahem v hospodářském dvoře Olšany. Trojerovi nástupci založené statky dělili, aby získali více pracovníků, a tak se k roku 1780 připomíná 17 chalupníků.
Opat Fortunát Hartmann nechal v místní oboře (jihovýchodně od vsi) roku 1758 postavit Olšanskou myslivnu, jeho opatský znak se dochoval na studnici.
Po zrušení plaského kláštera Josefem II. v roce 1785 přešla ves do správy náboženského fondu, od kterého ji v dražbě roku 1826 získal kníže Metternich. Roku 1899 byla nedaleko Olšanské myslivny vybudována zastávka Trojany na železniční trati Rakovník–Mladotice, aby šlo vytěžené dřevo z okolních lesů lépe převážet.

## Přírodní poměry
Trojany sousedí s Bukovinou na severovýchodě, Mariánským Týncem na východě, s hospodářským dvorem Sechutice a dále vesnicemi Hadačka a Výrov na jihovýchodě, s Mladoticemi na západě a s Řemešínem na severozápadě. Pod vsí pramení Trojanský potok, nedaleko Olšanské myslivny je rybník Oborák.

## Obyvatelstvo
| Rok            | 1869 | 1880 | 1890 | 1900 | 1910 | 1921 | 1930 | 1950 | 1961 | 1970 | 1980 | 1991 | 2001 | 2011 | 2021 |
| -------------- | ---- | ---- | ---- | ---- | ---- | ---- | ---- | ---- | ---- | ---- | ---- | ---- | ---- | ---- | ---- |
| Počet obyvatel | 143  | 128  | 115  | 160  | 168  | 159  | 147  | 105  | 99   | 89   | 92   | 69   | 61   | 47   | 45   |
| Počet domů     | 17   | 20   | 23   | 22   | 26   | 28   | 31   | 28   | 55   | 19   | 21   | 21   | 22   | 17   | 23   |

## Obecní správa
V letech 1869–1975 byly samostatnou obcí, se kterým patřily nejprve do okresu Kralovice, ale v roce 1950 v okrese Plasy a v letech 1961–1975 v okrese Plzeň-sever. Od 1. ledna 1976 do 30. června 1985 byly částí obce Bílov v okrese Plzeň-sever. Od 1. července 1985 jsou částí města Kralovice v okrese Plzeň-sever. Poté se Bílov opět osamostatnil, ale Trojany již zůstaly součástí Kralovic. V letech 1869–1900 k obci patřila Bukovina a v letech 1961–1975 také Řemešín.

## Pamětihodnosti
Malá pravidelná svažující se náves je obklopena několika usedlostmi, nejzajímavější je č.p. 11 s roubeným patrovým špýcharem s malou pavlačí. Na návsi stoji zděná čtyřboká kaple z 19. století se sanktusníkem na vrcholu, ve spodní části návsi je pamětní kříž.